# Ciudad Guayana
Ciudad Guayana est une ville de l'État de Bolívar, au Venezuela. Elle est traversée par le Caroní et bordée par l'Orénoque. Elle est aussi appelée Puerto Ordaz & San Félix, du nom des deux villes qui ont fusionné en 1961 pour former Ciudad Guayana.

## Histoire
La ville a été fondée par Antonio de Berra (originaire de Berja, en Andalousie).
Depuis la fusion de Puerto Ordaz et de San Félix, en 1961 sous l'impulsion de Rómulo Betancourt, la ville est devenue le principal centre industriel de la région de Guayana et un pôle de croissance dans une région par ailleurs faiblement peuplée du Venezuela. Sa conception est très critiquée, car Ciudad Guayana a été créée par des urbanistes du MIT et de Harvard dans les années 1960, sans tenir compte des effets sociaux négatifs résultant de la construction d'une ville moderne au milieu de nulle part, alors que l'on n'a pas pris en compte le contexte social, économique, culturel ou climatique.

## Population
En 2005, sa population s'élevait approximativement à 800 000 habitants, ce qui en fait la plus grande ville de l'État de Bolívar.

## Économie
Elle est la quatrième ville du pays sur le plan économique. Son importance économique est attribuée à la production de fer, d'aluminium et d'électricité.

## Enseignement
Ciudad Guayana est aussi une ville universitaire avec des établissements de grand prestige comme l'Universidad Nacional Experimental de Guayana, l'UNEXPO, l'UDO et l'UCAB.

## Lieux et monuments
La ville possède des parcs majestueux comme la Llovizna et le Cachamay.

## Transports
Ciudad Guayana possède un aéroport (code AITA : CGU).